# Irish Queer Archive
Das Irish Queer Archive (irisch Cartlann Aerach na hÉireann) in Dublin, Irland, ist der Erhaltung historischer Dokumente und Kunstwerke der irischen LGBT-Community gewidmet.
Das Irish Queer Archive wurde 1979 vom irischen LGBT-Verband gegründet. Die Vorgängerinstitution hatte bescheidene Räumlichkeiten und stützte sich auf eine kleine Zahl von Dokumenten zur Homosexuellen-Emanzipationsbewegung.
Das seit 1971 stark erweiterte Archiv verwahrt Zeitungsausschnitte zur LGBT-Bewegung Irlands. Bis 1974 verfügt das Studio über ein fast komplettes Archiv irischer LGBT-Nachrichten. Darüber hinaus verfügt das Queer Archiv auch über eine Sammlung vieler  audiovisueller LGBT-Materialien, Dias, Broschüren, Plakate, Anstecker und verschiedene Zeitschriften.
Das Irish Queer Archive spielt eine wichtige Rolle in der Forschung über LGBT in Irland seit seiner Gründung. Es bietet Forschern eine reiche Sammlung historischer Dokumente.
Am 16. Juni 2008 wurde das Museum mit seinen Sammlungen offiziell der Irischen Nationalbibliothek übergeben, aber es ermöglicht der LGBT-Gemeinschaft auch weiterhin den Zugriff auf seine Informationen und Unterlagen.